# Meister des Todes
Meister des Todes ist ein mit dem Grimme-Preis ausgezeichneter investigativer Spielfilm des Filmemachers Daniel Harrich aus dem Jahr 2015, der auf dessen jahrelangen Recherchen zu illegalen Waffengeschäften basiert und die Verstrickungen deutscher Beamter des Bundesministerium für Wirtschaft und Energie, Auswärtiges Amt, Verteidigungsministerium und Bundesamt für Wirtschaft und Ausfuhrkontrolle aufdeckt. Aktuell laufen mehrere strafrechtliche Ermittlungsverfahren gegen deutsche Kleinwaffenhersteller, die auf den Recherchen dieses Projekts basieren.
Am Tag der Ausstrahlung, dem 23. September 2015, fand im Deutschen Bundestag eine Aktuelle Stunde zu den für den Film recherchierten Waffenlieferungen nach Mexiko statt.
Am 5. November 2015 erhob die Staatsanwaltschaft Stuttgart Anklage gegen sechs ehemalige Mitarbeiter des deutschen Waffenproduzenten Heckler & Koch aufgrund des Verdachts auf Verstöße gegen das Kriegswaffenkontrollgesetz und Außenwirtschaftsgesetz der Bundesrepublik Deutschland bei Exporten nach Mexiko.
Beim Grimme-Preis 2016 wurden Daniel Harrich und sein Team für die Recherchen zum ARD-Themenabend Tödliche Exporte – bestehend aus dem investigativen Spielfilm Meister des Todes, der Dokumentation Tödliche Exporte – Wie das G36 nach Mexiko kam und Beiträgen in den Sendungen Weltspiegel, Report Mainz und Report München – ausgezeichnet. Der Grimme-Preis für journalistische Leistung wurde erstmals verliehen.
2017 erhielt das Team hinter Meister des Todes den Marler Medienpreis Menschenrechte von Amnesty International.
Meister des Todes hat mit zu strafrechtlichen Ermittlungen und gerichtlichen Urteilen gegen deutsche Waffenhersteller wegen illegaler Exporte geführt und so 2020 seine eigene Fortsetzung Meister des Todes 2 ermöglicht. Es gilt als einmalig, dass ein fiktionaler Spielfilm sich in Realität selbst weiterschreibt.

## Handlung
Peter Zierler, junger Familienvater in einem beschaulichen württembergischen Städtchen, arbeitet beim Waffenhersteller HSW, wie schon sein Vater und die meisten seiner Freunde. Fest verwurzelt in der HSW-Familie sind Herstellung und Vertrieb von Waffen für Peter eine Selbstverständlichkeit.
Peters Chef Alexander Stengele ist gerade zum Vertriebschef der Firma befördert worden, er genießt das Vertrauen des Geschäftsführers Heinz Zöblin und hat aktuell die Aufgabe, Militär und Polizei in Mexiko von der neuesten Generation der HSW-Waffen zu überzeugen.
Als Begleitung von Alex bekommt Peter die Chance, mit nach Mexiko zu reisen, wo der hervorragende Schütze eindrucksvoll die Qualitäten eines neuen Sturmgewehres vorführt. Vor Ort ist Otto Lechner für die Firma im Einsatz, durch ihn lernt Peter die Taktiken im Auslandsgeschäft kennen: die Bedeutung der Beziehungen zur deutschen Botschaft, die Kontaktpflege in die Generalität und die entsprechenden Ministerien in Mexiko-Stadt.
Tatsächlich gelingt es den HSW-Mitarbeitern, einen großen Deal einzufädeln. Daheim in der Firmenzentrale herrscht darüber große Zufriedenheit. Allerdings genügt Mexiko wegen der Menschenrechtsverletzungen nicht den Anforderungen des Kriegswaffenkontrollgesetzes, das Geschäft droht zu scheitern. Erst als mit den Behörden die Übereinkunft getroffen wird, in einer Endverbleibserklärung die vom Drogenkrieg am stärksten betroffenen Provinzen von der Lieferung auszunehmen, wird der Export genehmigungsfähig und das Mexiko-Geschäft perfekt.
Um die Anwender zu schulen, reisen Alex und Peter wieder nach Mexiko. Auch in eigentlich gesperrten Provinzen werden sie tätig. Diese Reise ist für den jungen Waffenexperten ein Schock. Er erlebt, wie tödlich hier Realität sein kann und dass die von seiner Firma gelieferten Waffen dabei zum Einsatz kommen.
Bei einer Demonstration von oppositionellen Studenten eskaliert die Situation zwischen den Demonstranten und der überaus nervösen Polizei. Fassungslos beobachtet Peter, wie Schüsse fallen. Eine junge Frau und ein Mann werden mit den soeben an die Polizei übergebenen HSW-Gewehren erschossen und sterben noch auf der Straße. Peter ist tief verunsichert. Auch weil seine Kollegen Alex Stengele und Otto Lechner seinen Schrecken nicht teilen. Nur mit großer Mühe kann er seinen Einsatz in Mexiko hinter sich bringen.
Zurück in Deutschland lässt Peter das Erlebte nicht mehr los. In der Firma will niemand seine Einwände hören. Stattdessen versuchen Alex Stengele und Geschäftsführer Zöblin, ihn wieder auf Kurs zu bringen. Doch Peter kann nicht mehr zurück, auch wenn er und seine Frau Maria dadurch im Ort zu Ausgestoßenen werden. Von HSW kommt ein Abfindungsangebot, das mit einer Schweigeverpflichtung und einer exorbitanten Vertragsstrafe verbunden ist. Peter lehnt ab.
Als eines Abends auf ihn und seine Familie sogar geschossen wird, geht er in die Offensive. Er beschließt, öffentlich gegen die Exportpraxis von HSW Stellung zu beziehen. Ein Friedensaktivist wird sein Verbindungsmann, der ihm auch hilft, seine Familie in Sicherheit zu bringen. Der Staatsanwalt nimmt Ermittlungen auf. Daraufhin gerät Alex als Peters unmittelbarer Vorgesetzter in der Firma unter massiven Druck. Als man ihn für die illegalen Exporte nach Mexiko verantwortlich macht, ist auch er bereit, sich gegen HSW zu positionieren. Für die Staatsanwaltschaft werden sie zu wertvollen Zeugen. Aber das Leben von Peter und seiner Familie wird nie wieder dasselbe sein.

## Hintergrund
Deutsche Waffen tauchen in vielen Krisengebieten der Welt auf, entgegen den angeblich restriktiven staatlichen Kontrollmechanismen. Im Zentrum der Anschuldigungen stehen die deutschen Waffenfirmen sowie die für die Kriegswaffenexportkontrolle zuständigen Beamten des Wirtschaftsministeriums, Auswärtiges Amt, Verteidigungsministerium und Bundesausfuhramt. Der Thriller „Meister des Todes“ greift diese Thematik auf und erzählt von einer solchen Firma. Die Geschichte des Films ist fiktiv, wenn auch basierend auf aktuellen investigativen Recherchen.

## Premiere
Die Uraufführung fand am 30. Juni 2015 auf dem Filmfest München statt. Der Film hatte seine Erstausstrahlung im Rahmen des ARD-Themenabends „Tödliche Exporte“ mit durchschnittlich 4,16 Millionen Zuschauern am 23. September 2015 im Ersten.
Am 8. September wurde „Meister des Todes“ im Deutschen Bundestag auf Einladung der Abgeordneten Frank Schwabe (SPD), Frank Heinrich (CDU) und Amnesty International gezeigt. An der nachfolgenden politischen Podiumsdiskussion nahmen Frank Heinrich (CDU), Rainer Arnold (SPD), Jürgen Grässlin (Aktion Aufschrei), Matthias John (Amnesty International) und Daniel Harrich (Regisseur) teil.

## Auswirkungen
Zunächst erhob die Staatsanwaltschaft Stuttgart im November 2015 Anklage gegen sechs ehemalige Mitarbeiter des deutschen Waffenproduzenten Heckler & Koch. Die Begründung: Verdacht auf Verstöße gegen das Kriegswaffenkontrollgesetz und Außenwirtschaftsgesetz der Bundesrepublik Deutschland bei Exporten nach Mexiko. Im April 2016 wurde publik, wie umfassend der Vorwurf tatsächlich ist: Im genauen Wortlaut heißt es in der Anklage, dass die Angeschuldigten „jeweils gemeinschaftlich und durch andere, gewerbsmäßig und als Mitglied einer Bande, die sich zur fortgesetzten Begehung solcher Straftaten verbunden hat“, agiert hätten. Dieser Vorwurf gegen Waffenhändler ist ein Präzedenzfall.
Kurz nach der Verleihung des Grimme-Preises wurde bekannt, dass die Staatsanwaltschaft München I Ermittlungsverfahren gegen die Enthüllungsjournalisten führt. Dabei soll es um den Vorwurf der Veröffentlichung geheimer Behördendokumente gehen. Ermittelt wird gegen die Autoren des Sachbuchs „Netzwerk des Todes – Die kriminellen Verflechtungen von Waffenindustrie und Behörden“ (Daniel Harrich/Jürgen Grässlin/Danuta Harrich-Zandberg, Heyne Verlag) sowie die Filmemacher hinter dem ARD-Themenabend. Der Heyne Verlag spricht von einem „Einschüchterungsversuch“.
Im Mai 2016 wurde bekannt, dass gegen den ehemaligen Heckler & Koch Geschäftsführer und Landgerichtspräsidenten a. d. Peter Beyerle ein weiteres Ermittlungsverfahren geführt wird. Es geht um den Verdacht der versuchten Bestechung von Amtsträgern in Verbindung mit den Mexiko-Geschäften von Heckler & Koch und den damaligen Staatssekretär im Wirtschaftsministerium Ernst Burgbacher (FDP).

## Kritiken
Der Film wurde überwiegend positiv und als politisch hoch brisant wahrgenommen.

„Als zu diesem Film die Vorbereitungen getroffen wurden, stellten sich die meisten Beteiligten auf eine romantische Komödie ein. Im Schwarzwald sollte sie spielen und kein Wässerchen trüben. Doch in Wahrheit ging es um ein Geheimprojekt, das eines der wichtigsten der ARD in der jüngsten Zeit darstellt. ‚Meister des Todes‘ erzählt eine fiktive Geschichte mit sehr realen Hintergründen und grausamen Folgen, ans Licht der Öffentlichkeit gebracht durch die erstklassige Recherche eines Journalisten: Ein deutscher Waffenhersteller liefert Sturmgewehre nach Mexiko, wo sie prompt in die Hände der Falschen gelangen. Mit den ‚Geräten‘, wie die Waffen bei der Firma HSW heißen, werden zwei Studenten erschossen. Daran, dass dies den Weg der Waffen nicht aufhält, haben viele ein Interesse. In Deutschland muss man nur an den richtigen Strippen ziehen, und in Mexiko werden Konflikte auf die bekannte Art und Weise gelöst – mit einer Kugel.“

„Was verbindet ein süddeutsches Kleinstadtidyll mit Schießereien in Mexiko? Sehr, sehr viel. Der ARD-Film ‚Meister des Todes‘ zeichnet nach, wie deutsche Gewehre nach Mittelamerika gelangen. Das knallt in jeder Hinsicht.“

„Der Film wird gehütet wie ein Staatsgeheimnis. Keiner, der nicht selbst mit dessen Produktion befasst gewesen ist, durfte ihn sehen, bevor er an diesem Dienstagnachmittag auf dem Münchner Filmfest seine Uraufführung erfährt. Nicht einmal die üblichen Pressevorstellungen wurden anberaumt. ‚Meister des Todes‘ ist heiße Ware. Denn der Spielfilm ist schneller als die Staatsanwaltschaft. Erst an diesem Wochenende gab es wieder Neuigkeiten in der brenzligen Causa: die Skandale rund um das Sturmgewehr der deutschen Waffenschmiede Heckler & Koch.“

„Mit „Der blinde Fleck“ schuf Daniel Harrich das Genre des investigativen Spielfilms. Nun hat er wieder einen Spielfilm und dazu eine Doku gedreht – über illegale Waffengeschäfte der Deutschen mit Mexiko. Themenabend in der ARD: Waffenexporte: Starker Film „Meister des Todes“.“

## Fortsetzung
Unter dem Titel Meister des Todes 2 wurde die Fortsetzung des Films am 1. April 2020 im Ersten ausgestrahlt.